# مود نيوتن
مود نيوتن (بالإنجليزية: Maud Newton)‏ هي ناقدة أدبية وكاتِبة وصحفية أمريكية، ولدت في 21 مايو 1971 في دالاس في الولايات المتحدة.